# イゴーリ・チアゴ・ナシメント・ホドリゲス
イゴーリ・チアゴ（Igor Thiago）ことイゴーリ・チアゴ・ナシメント・ホドリゲス（ポルトガル語: Igor Thiago Nascimento Rodrigues、2001年6月26日 - ）は、ブラジルのサッカー選手。ポジションはFW。

## クラブ歴
クルゼイロECの下部組織出身。2020年1月22日にカンピオナート・ミネイロでプロ初出場を記録した。
2022年3月2日にPFCルドゴレツ・ラズグラドに完全移籍。当初はセカンドチームで調整していたが、活躍を見せたため 、4月30日の試合でトップチーム初出場となった。
2023年6月12日、 クラブ・ブルッヘに4年契約で移籍した。